# レッド・ウィング作戦 (アフガニスタン)
レッド・ウィング作戦（Operation Red Wings）は、アフガニスタン紛争において2005年6月27日にアフガニスタン、クナル州の山岳地帯においてターリバーンに対して米海軍特殊部隊Navy SEALs（ネイビーシールズ）が行った特殊作戦である。ターリバーンの幹部殺害のために行われた作戦だったが、最終的にSEALs隊員11名と第160特殊作戦航空連隊の隊員8名の計19名が戦死するという大きな損害を出し、Navy SEALs創設以来最悪の出来事となった。

## 作戦の背景
アフガニスタン東部のクナル州アサダバード近郊で議会選挙の妨害を狙い、旧タリバン勢力の活動が活発化していた。その中において中心的な役割を担っていたのが、150人程度の武装勢力を率いるアフマド・シャーであった。
アメリカ軍はこのシャーの排除を決め、Navy SEALs・チーム10を派遣することを決定し、本作戦が立案された。4名の偵察チームを派遣し、可能ならば狙撃により殺害。不可能であれば航空支援による空爆で排除を行う予定であった。

## 作戦の概要
レッド・ウィング作戦は、以下の5段階に分けられ計画立案された。

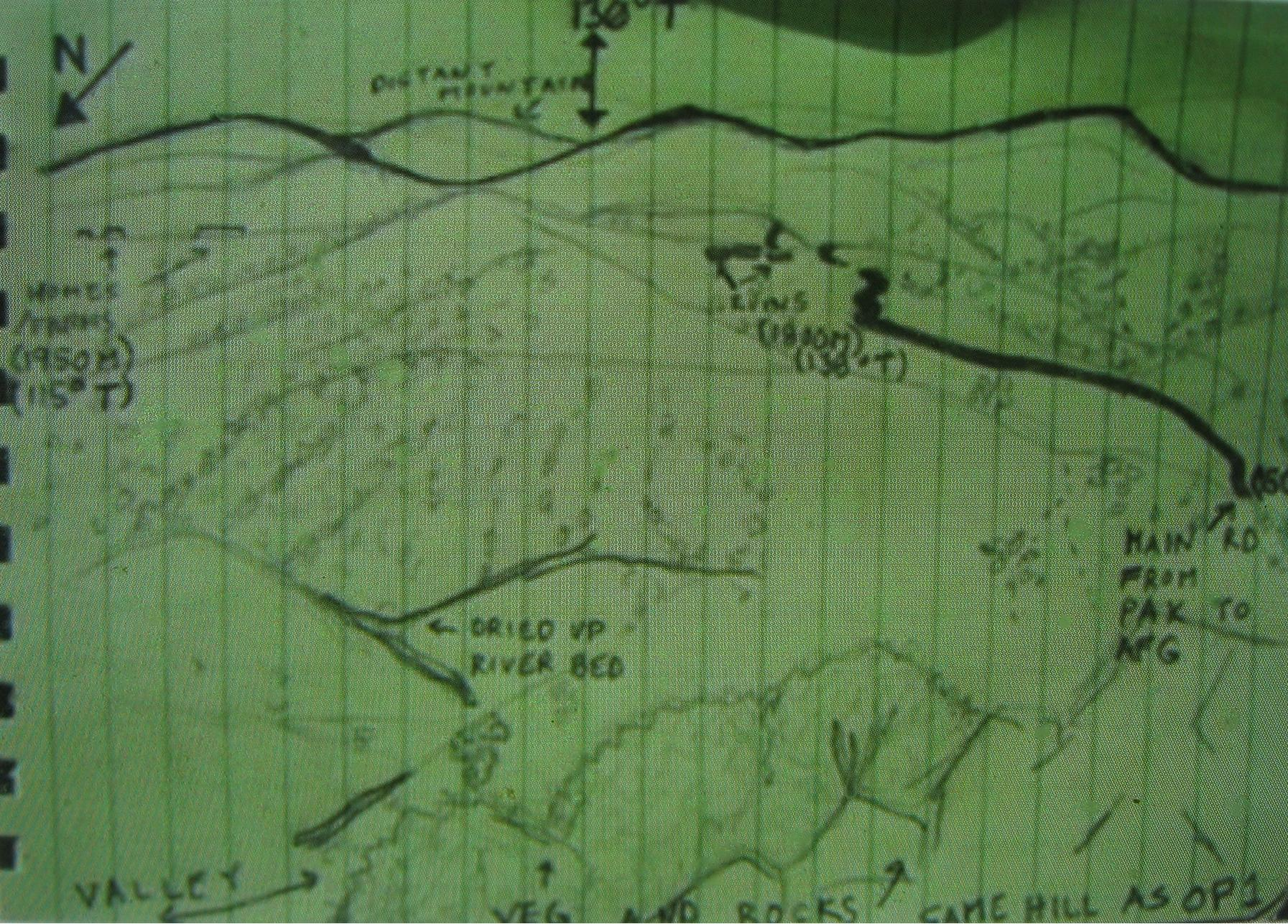
レッド・ウィング作戦のために作られた地図

- フェーズ1

特定：SEALs偵察チームは、アフマド・シャーが潜んでいると思われる区域一帯に接近して調査、シャーとその部下の場所を特定し、フェーズ2の攻撃チームを誘導する。可能であればそのまま排除へと移行する。
- フェーズ2

排除：SEALs攻撃チームは、海兵隊の支援を受け、MH-47 チヌークに搭乗してシャーとその部下を捕獲又は殺害する。
- フェーズ3

警戒線設定と周囲の安全確保：海兵隊はアフガニスタン国軍兵と連携して、現場周辺の山岳地帯に存在する武装集団を掃討する。
- フェーズ4

地域の安定化：海兵隊、アフガン国軍兵と海軍衛生部隊は、地域住民の要望に応じて医療、道路、井戸、学校などのインフラを整備する。
- フェーズ5

撤退：状況に応じて、海兵隊は最長1ヶ月間当該区域に残留し、更なる安定化に寄与した後撤退する。
海兵隊がレッド・ウイング作戦の基本部分を立案し、個別の詳細な活動はSEALsに一任されていた。

## 潜入から現地民との接触と戦闘

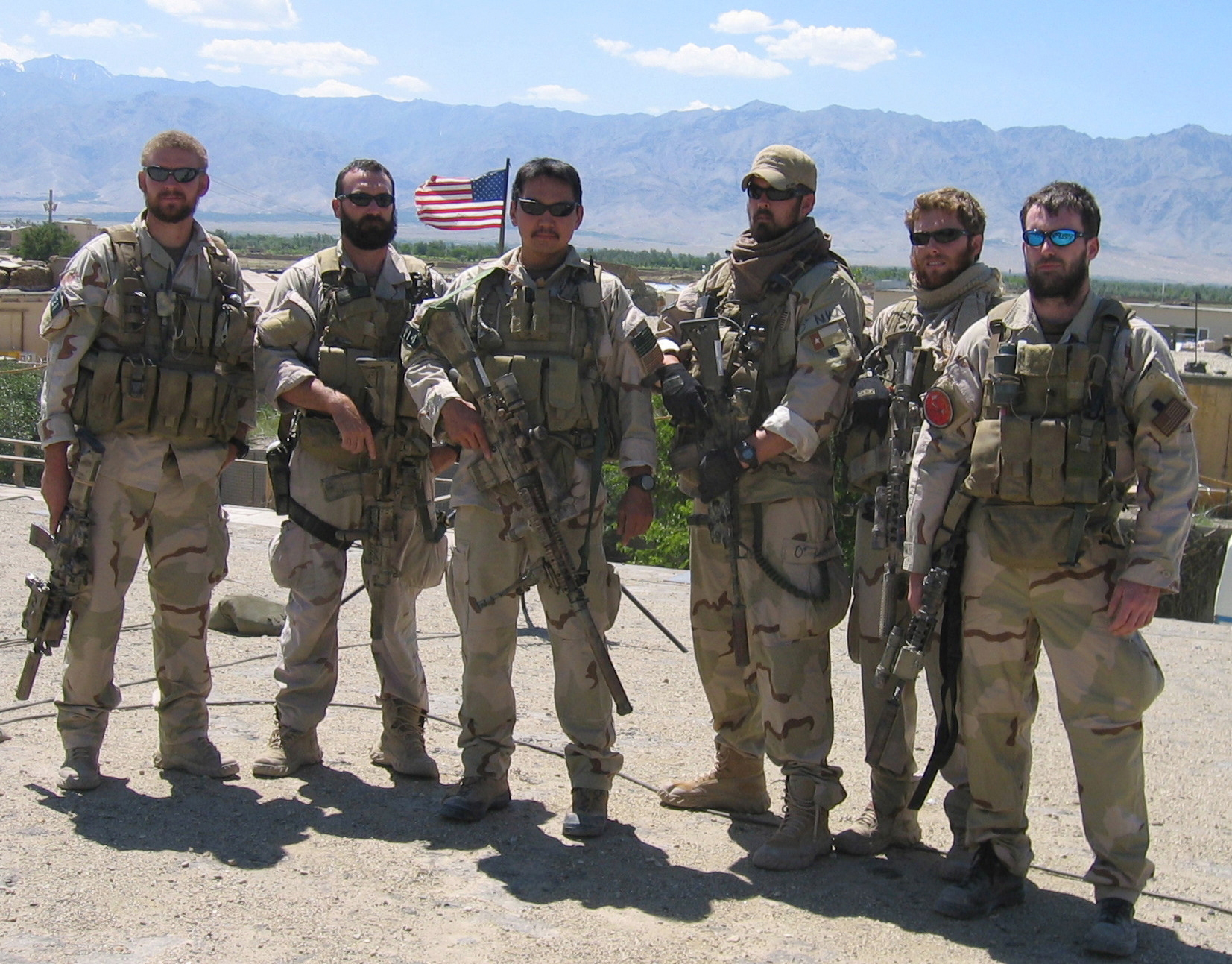
レッド・ウィング作戦に参加したSEALs隊員、右から3番目が唯一の生存者であるマーカス・ラトレル一等兵曹

2005年6月27日の夜間未明、第160特殊作戦航空連隊の2機のMH-47が降下地点のサウテロ山南側付近に到着。一機が索敵としてデコイを大量に投下した後SEALs偵察チームがロープで地上に降下した。偵察目標地点まで約2.4kmであった。
降下したのはSEAL・SDVチーム1のマイケル・P・マーフィ大尉、マシュー・アクセルソン二等兵曹、マーカス・ラトレル一等兵曹、SEAL・SDVチーム2のダニー・ディーツ二等兵曹の4名であり、徒歩により目標地点へ接近、対象を監視できる拠点を確保して偵察行動を開始した。
しかしその直後に付近を通りかかった3名の山羊飼いと接触。マーフィ大尉らはこれを拘束する。山岳によって電波が悪く、前線基地との通信連絡が不可能な状況に陥っていたため、やむをえず現場の判断として3名を非戦闘員とみなして交戦規則に基づき解放した。チームは、作戦が危険にさらされたと判断、退却ポイントまで後退した。しかしそれから1時間もしないうちに、RPK軽機関銃、AK-47、RPG-7、2B9 82mm自動迫撃砲で武装したシャーとその部下に襲われることとなった。
様々な火器を使用した激しい攻撃により、チームはサウテロ山の北東にあるシューレック渓谷側に移動を余儀なくされた。幾度となく無線機と衛星電話を使い前線基地に連絡を試みるも、通信環境が悪く攻撃を受けていることを伝えられなかった。
交戦の結果、チームの3名が戦死、唯一の生存者であるマーカス・ラトレル一等兵曹も多発外傷と骨折により一時的に意識を失った。その後意識を取り戻したところを地元のパシュトゥーン人により助け出された。

## QRF撃墜
マーフィ大尉は戦死する直前に衛星電話による前線基地への連絡を成功させ、QRF（即応部隊）の援護を取り付けることに成功しており、基地で待機していたチーム10指揮官代行であるエリック・クリステンセン少佐率いる8名のSEALs隊員が第160特殊作戦航空連隊のCH-47ヘリコプターに搭乗し、現地へ向かった。しかし、降下地点で隊員らがロープ降下する直前にターリバーン兵のRPG-7による待ち伏せ攻撃を受けヘリは撃墜された。
搭乗員である第160特殊作戦航空連隊の隊員8名と共にヘリに乗り込んでいた16名全員が戦死した。
死者

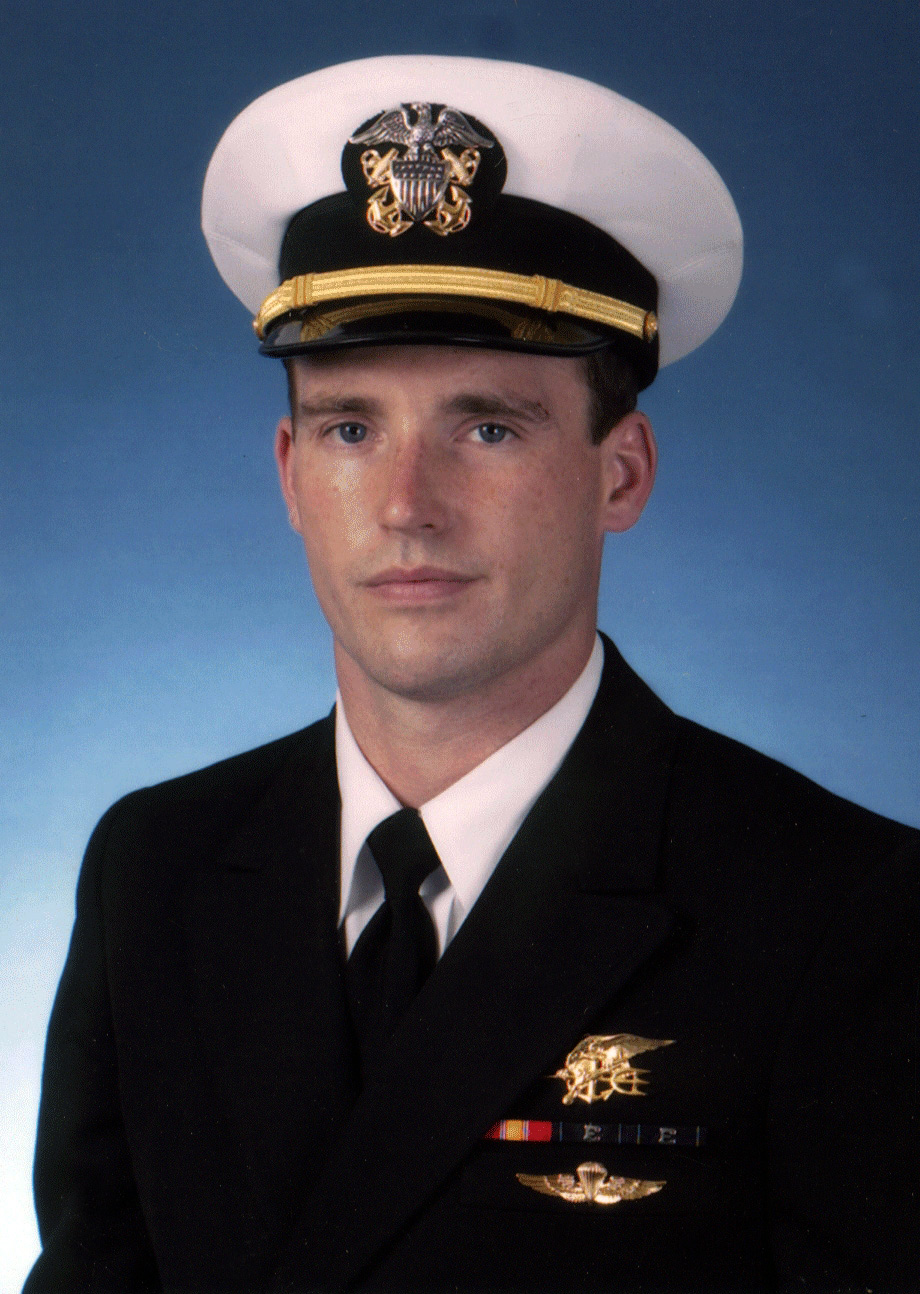
マイケル・P・マーフィ大尉

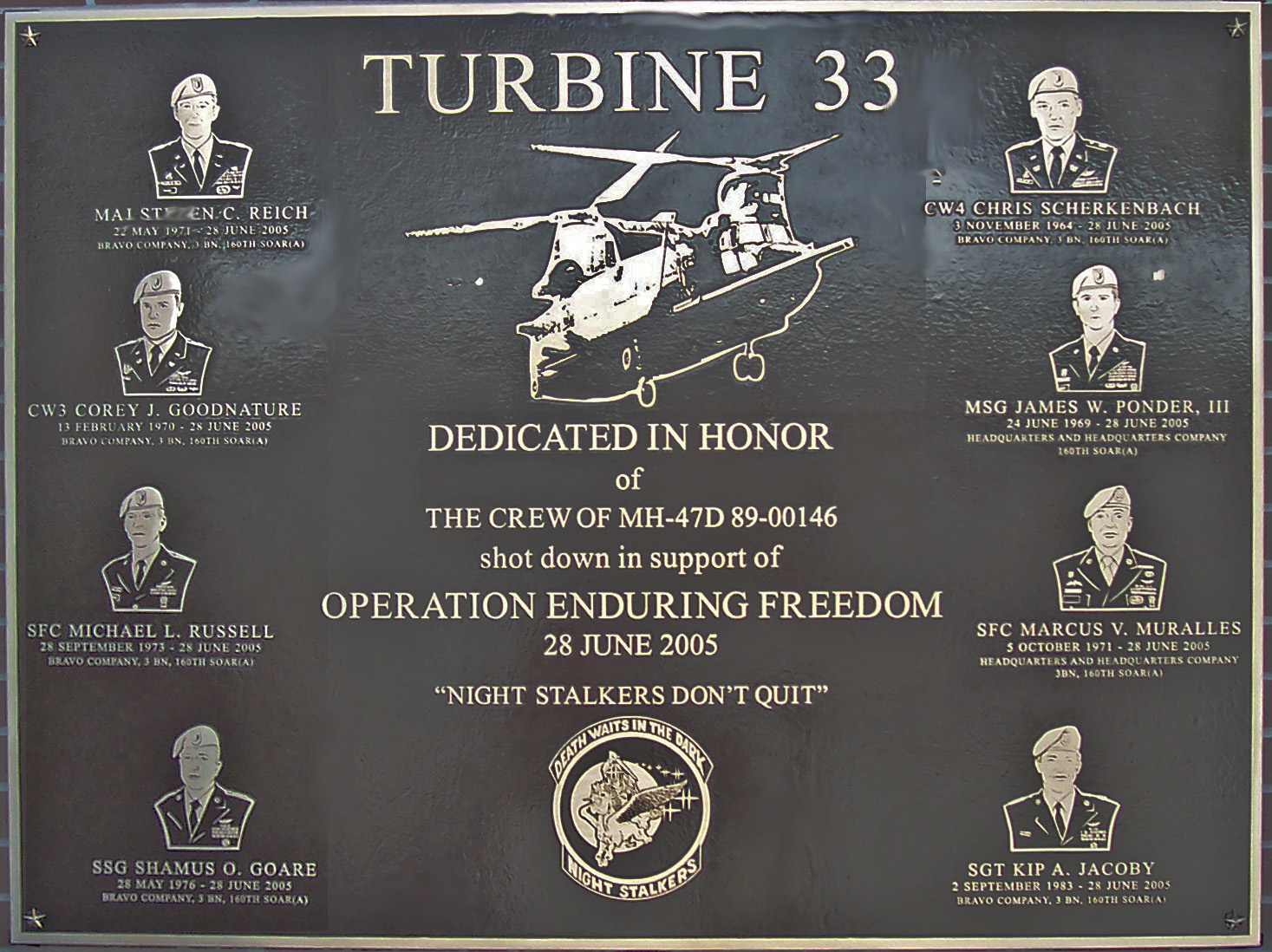
死亡した第160特殊作戦航空連隊の隊員を記念したプレート

US Army 160th SOAR crew:
CW3 Corey J. Goodnature [PC] 
CW4 Chris J. Scherkenbach [P] 
MSG James W. Ponder III [FE] 
SGT Kip A. Jacoby [FE] 
SSG Michael L. Russell [C] 
SFC Marcus V. Muralles [MO] 
MAJ Stephen C. Reich [AMC] 
SSG Shamus O. Goare |
________________________
US Navy SEAL Delivery Vehicle Team 1&2:
CPO Daniel R. Healy
Lt. Michael P. Murphy 
PO2 Eric S. Patton
PO2 James E. Suh
PO2 Matthew G. Axelson 
PO2 Danny P. Dietz |
________________________
US Navy SEAL Team 10:
CPO Jacques J. Fontan
LCDR Erik S. Kristensen
PO1 Jeffrey A. Lucas
LT Michael M. McGreevey Jr
PO1 Jeffrey S. Taylor　

## その後(レッド・ウィング2作戦)
重傷を負っていたラトレル一等兵曹は現地のアフガニスタン人によって匿われ、6日後にアメリカ軍に救出され、生還に成功した。アメリカ軍は救出の際に周囲のターリバーンへ空襲による攻撃を行ったがアフマド・シャー殺害には至らなかった。シャーは2008年に逃亡先のパキスタンにて警察によって射殺された。
現地のアフガニスタン人についてラトレル一等兵曹は「村人たちとはまだ交流をしていて、中でも特に2人と親交があって、その1人はムハンマド・グーラーブさんという人です。彼の子供たちとも連絡を取っています。電気がない村なので、電話をする時は携帯電話やどこかに移動してメールをしています。アメリカで本作戦が公開された時、グーラーブさんを招いて数ヶ月間一緒に過ごしました。彼はアフガニスタンに帰りたいと言いましたが、実は、彼が僕を助けたことによって自身の命をずっと狙われ続けているんです。だから僕は危険なアフガニスタンに戻ってほしくないし、『（アメリカに）残ってほしい』と嘆願したんですが、彼は誇りあるアフガニスタン人として自分の国に戻っていきました。彼は死さえも恐れない人で、それは生きているからなんです。」と話している。